# Кордінян
Кордінян (порт. Cordinhã; МФА: [kuɾ.di.ˈɲɐ̃]) — парафія в Португалії, у муніципалітеті Кантаньєде. Розташована в західній частині країни, на теренах історичної португальської провінції Бейра. Входить до складу округу Коїмбра. За адміністративним поділом, чинним до 1976 року, терени парафії були складовою провінції Берегова Бейра. Належить до Коїмбрської діоцезії Католицької церкви. Патрон — святий Андрій. Площа — 9,9169 км². Населення — 1034 ос. (2011). Слабо урбанізований регіон. Густота населення — 104,27 осіб/км²
. Код — 060205.

## Населення
| Кількість мешканців | Кількість мешканців | Кількість мешканців | Кількість мешканців | Кількість мешканців | Кількість мешканців | Кількість мешканців | Кількість мешканців | Кількість мешканців | Кількість мешканців | Кількість мешканців | Кількість мешканців | Кількість мешканців | Кількість мешканців | Кількість мешканців |
| ------------------- | ------------------- | ------------------- | ------------------- | ------------------- | ------------------- | ------------------- | ------------------- | ------------------- | ------------------- | ------------------- | ------------------- | ------------------- | ------------------- | ------------------- |
| 1864                | 1878                | 1890                | 1900                | 1911                | 1920                | 1930                | 1940                | 1950                | 1960                | 1970                | 1981                | 1991                | 2001                | 2011                |
| 817                 | 868                 | 915                 | 805                 | 862                 | 868                 | 1 008               | 1 013               | 1 054               | 1 157               | 1 151               | 1 140               | 1 133               | 1 141               | 1 034               |